# Port Moody-Westwood (circonscription britanno-colombienne)
Pour les articles homonymes, voir Moody et Westwood.
Circonscription électorale provinciale du Canada
Port Moody-Westwood est une ancienne circonscription provinciale de la Colombie-Britannique représentée à l'Assemblée législative de la Colombie-Britannique de 2001 à 2009.

## Géographie
La circonscription représentait un territoire autour de Port Moody dans la région du Grand Vancouver.

## Liste des députés
| Législature                                                                                               | Années | Député | Député | Parti |
| Port Moody-Westwood Circonscription issue de Port Moody-Burnaby Mountain et Port Coquitlam-Burke Mountain | Port Moody-Westwood Circonscription issue de Port Moody-Burnaby Mountain et Port Coquitlam-Burke Mountain | Port Moody-Westwood Circonscription issue de Port Moody-Burnaby Mountain et Port Coquitlam-Burke Mountain | Port Moody-Westwood Circonscription issue de Port Moody-Burnaby Mountain et Port Coquitlam-Burke Mountain | Port Moody-Westwood Circonscription issue de Port Moody-Burnaby Mountain et Port Coquitlam-Burke Mountain |
| --- | --- | --- | --- | --- |
| 37e | 2001–2005                                                                                                 | | Christy Clark                                                                                             | Libérale                                                                                                  |
| 38e | 2005–2009                                                                                                 | | Iain Black                                                                                                | Libéral                                                                                                   |
| Circonscription abolie, voir Port Moody-Coquitlam et Coquitlam-Burke Mountain                             | | | | |